# Charles William Wallace

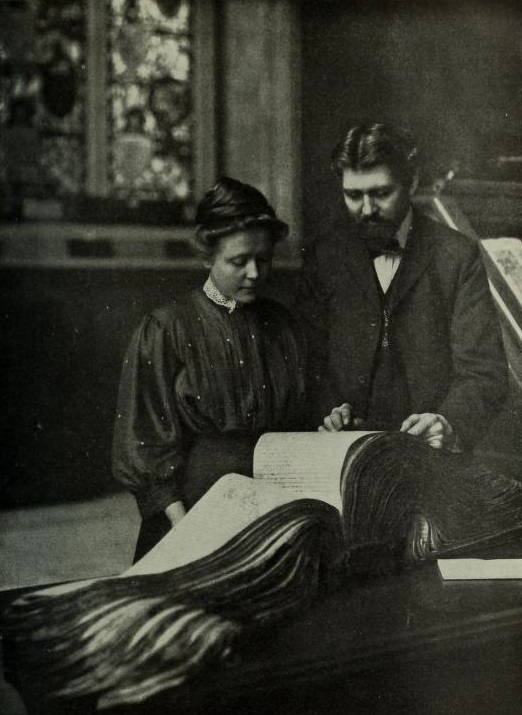
Professor und Mrs. Charles William Wallace

Charles William Wallace (* 6. Februar 1865 in Hopkins (Missouri); † 7. August 1932) war ein US-amerikanischer Gelehrter und Forscher, bekannt für seine Entdeckungen im Bereich des Elisabethanischen Theaters. Bei seinen Forschungen wurde er von seiner Frau Hulda unterstützt.

## Leben
Wallace wurde in als Sohn von Thomas Dickay Wallace und Olive McEwen geboren. Er studierte am Western Normal College in Shenandoah (Iowa) und arbeitete einige Zeit als Lehrer, bevor er als Professor für Latein und Englisch an sein College zurückkehrte. 1893 heiratete er Hulda Alfreda Berggren.
Er erwarb 1898 an der University of Nebraska-Lincoln einen Bachelor und wurde dort 1901 Instructor und 1912 Professor für englische dramatische Literatur. Seit 1909 war er an der Universität beurlaubt und kehrte nur einmal kurz 1917/18 dorthin zurück. Um neue Mittel für weitere Nachforschungen zu gewinnen, arbeitete Wallace ab 1918 erfolgreich als Wildcatter (Erdölsucher) in Texas. 1932 starb er an Krebs, bevor es zu neuen Veröffentlichungen kommen konnte.

## Forschung
Zwischen 1904 und 1916 forschte das Ehepaar Wallace im Public Record Office in London nach zeitgenössischen Dokumenten, in denen William Shakespeare erwähnt ist. Sie entdeckten Akten zum Fall Bellott gegen Mountjoy aus dem Jahr 1612, in dem Shakespeare als Zeuge aussagte und diese Aussage auch unterzeichnete; Shakespeare hatte acht Jahre zuvor bei Mountjoy zur Miete gewohnt. Shakespeares Unterschrift in den Akten ist eine von nur sechs, die heute bekannt sind.
Weitere Prozessakten, die das Ehepaar ausfindig machte, gaben neue Einblicke in die Zeit des Elisabethanischen Theaters, unter anderem in die Rolle der Kindertheatergruppen (children’s companies).

## Veröffentlichungen (Auswahl)
- The Children of the Chapel at Blackfriars, 1597-1603. 1908
- The Evolution of the English Drama Up to Shakespeare. 1912
- The First London Theatre. Materials for a History. 1913